# Zámek Semín
Zámek Semín je původně renesanční, později barokní zámeček ze 16. století, ke kterému byl po roce 1691 přistavěn pivovar. Jedná se také o rodný dům architekta Josefa Gočára, jehož otec Alois Gočár byl v pivovaru sládkem.

## Historie
Počátkem 16. století byla východně od zaniklé semínské tvrze vybudována renesanční budova. Jejím investorem byl Vilém II. z Pernštejna, který roku 1497 Semín zakoupil a potřeboval správní budovu pro západní část svého rozsáhlého panství. Budova tehdy sloužila i jako lovecký zámeček.
Po roce 1691, kdy objekt již patřil do majetku císaře Leopolda I., byla budova barokně přestavěna (od té doby se o ní také v historických pramenech hovoří jako o zámku) a rozšířena o pivovar. V patře pivovaru byla zřízena roku 1723 sýpka. V roce 1780 budova zámku ztratila svůj správní účel, do roku 1855 pak sloužila administrativním potřebám zdejšího pivovaru. Dne 13. března 1880 se zde narodil známý architekt Josef Gočár, jehož otec Alois Gočár byl v pivovaru sládkem. Posledním sládkem semínského pivovaru byl Jindřich Dvořák, který se stal majitelem objektu v roce 1918. V roce 1926 byl ale nucen neprosperující pivovar definitivně uzavřít. Objekt poté využíval jako sklad pardubický a chrudimský pivovar, byly v něm také byty.
V roce 2003 byl objekt zapsán na seznam kulturních památek.
V roce 2017 získal zámek s pivovarem nového majitele: investiční společnost, jejímž záměrem je "vybudovat zde expozici pivovarského muzea (jehož součástí bude unikátní hvozdový valach), provoz minipivovaru (navazující na dlouholetou historii vaření piva v Semíně), ve sklepích tohoto objektu máme záměr realizovat restauraci Šenk U Viléma (koncept restaurace, který odpovídá počátku renesance, již ho provozujeme), dále také vybudovat ubytovací kapacitu s pivními lázněmi a wellness centrem. V tomto záměru logicky počítáme s expozicemi věnovanými historii obce, také osobnostem jako je Vilém z Pernštejna a Josef Gočár."  Oprava zámku by měla přispět k navýšení ubytovacích a stravovacích kapacit v blízkosti Národního hřebčína Kladruby nad Labem, který byl v roce 2019 zapsán Seznam světového dědictví UNESCO.

## Architektura
Jedná se o jednopatrovou dvoukřídlou budovu ze smíšeného, převážně kamenného zdiva. Střecha je na hlavní budově polovalbová (křídla budovy mají střechu valbovou) a krytá bobrovkami. Nejnápadnějším prvkem stavby je osmiboká zvonička nad štítem. Ve štítu byl údajně před opadáním fasády nápis PIVOVAR a v rozetě uvedený letopočet 1698.
Na objektu je umístěna pamětní deska s nápisem V tomto domě se narodil 13.3.1880 významný český architekt Prof. ak. architekt JOSEF GOČÁR +10.9.1945.